# Courcemain
Courcemain est une commune française, située dans le département de la Marne en région Grand Est.

## Géographie

### Localisation
Courcemain est un village rural du sud du département de la Marne, limitrophe de celui de l'Aube, situé dans la vallée de la Superbe,  à 19 km au sud-est de Sézanne, 16 km au sud de Fère-Champenoise, 50 km au sud-ouest de Châlons-en-Champagne, 50 km à l'ouest de Vitry-le-François et 75 km de Saint-Dizier, 19 km au nord-ouest d'Arcis-sur-Aube, 36 km au nord de Troyes et 19 km au nord-est de Romilly-sur-Seine.

### Communes limitrophes
Les communes limitrophes sont  Boulages, Faux-Fresnay, Plancy-l'Abbaye et Saint-Saturnin.
|                | Faux-Fresnay |                 |
| Saint-Saturnin | Courcemain   | Plancy-l'Abbaye |
|                | Boulages     |                 |

### Hydrographie
La commune est dans la région hydrographique « la Seine de sa source au confluent de l'Oise (exclu) » au sein du bassin Seine-Normandie. Elle est drainée par le ruisseau du Moulin, le canal 01 des Prélots, le cours d'eau 01 du Gué de la Plaine, les Roises, divers bras de la Vaure et divers autres petits cours d'eau,.
Le ruisseau du Moulin, d'une longueur de 15 km, prend sa source dans la commune de Salon et se jette  dans l'Aube à Boulages, après avoir traversé quatre communes.

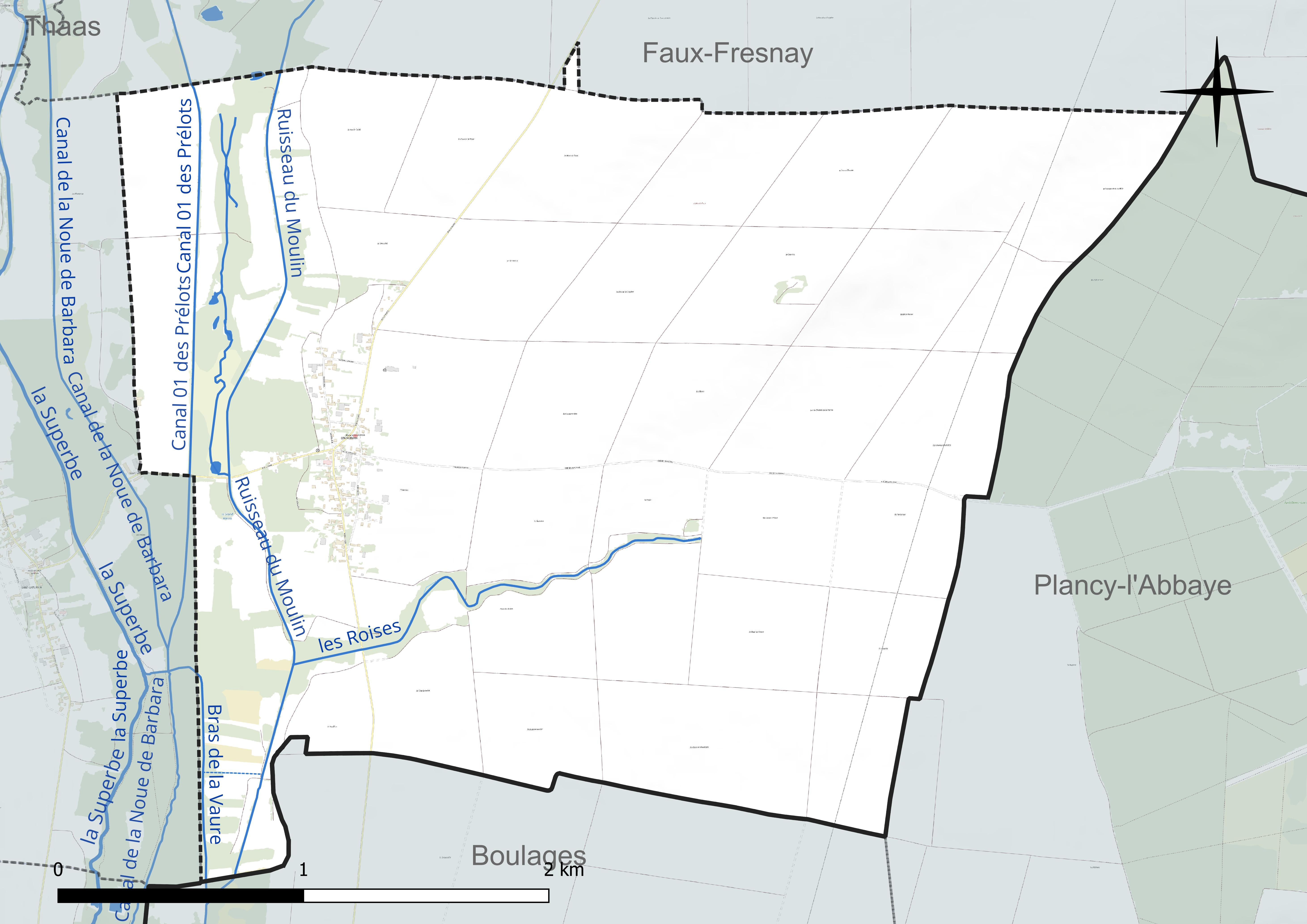
Réseau hydrographique de Courcemain.

### Climat
Pour des articles plus généraux, voir Climat du Grand Est et Climat de la Marne.
En 2010, le climat de la commune est de type climat océanique dégradé des plaines du Centre et du Nord, selon une étude du Centre national de la recherche scientifique s'appuyant sur une série de données couvrant la période 1971-2000. En 2020, Météo-France publie une typologie des climats de la France métropolitaine dans laquelle la commune est exposée à un climat océanique altéré et est dans la région climatique Nord-est du bassin Parisien, caractérisée par un ensoleillement médiocre, une pluviométrie moyenne régulièrement répartie au cours de l’année et un hiver froid (3 °C).
Pour la période 1971-2000, la température annuelle moyenne est de 10,3 °C, avec une amplitude thermique annuelle de 16 °C. Le cumul annuel moyen de précipitations est de 668 mm, avec 11,3 jours de précipitations en janvier et 7,5 jours en juillet. Pour la période 1991-2020, la température moyenne annuelle observée sur la station météorologique de Météo-France la plus proche, « Romilly », sur la commune de Romilly-sur-Seine à 18 km à vol d'oiseau, est de 11,2 °C et le cumul annuel moyen de précipitations est de 619,5 mm. 
La température maximale relevée sur cette station est de 42,3 °C, atteinte le 25 juillet 2019 ; la température minimale est de −25,2 °C, atteinte le 6 janvier 1971,,.
Les paramètres climatiques de la commune ont été estimés pour le milieu du siècle (2041-2070) selon différents scénarios d'émission de gaz à effet de serre à partir des nouvelles projections climatiques de référence DRIAS-2020. Ils sont consultables sur un site dédié publié par Météo-France en novembre 2022.

## Urbanisme

### Typologie
Au 1er janvier 2024, Courcemain est catégorisée commune rurale à habitat dispersé, selon la nouvelle grille communale de densité à sept niveaux définie par l'Insee en 2022.
Elle est située hors unité urbaine et hors attraction des villes,.

### Occupation des sols

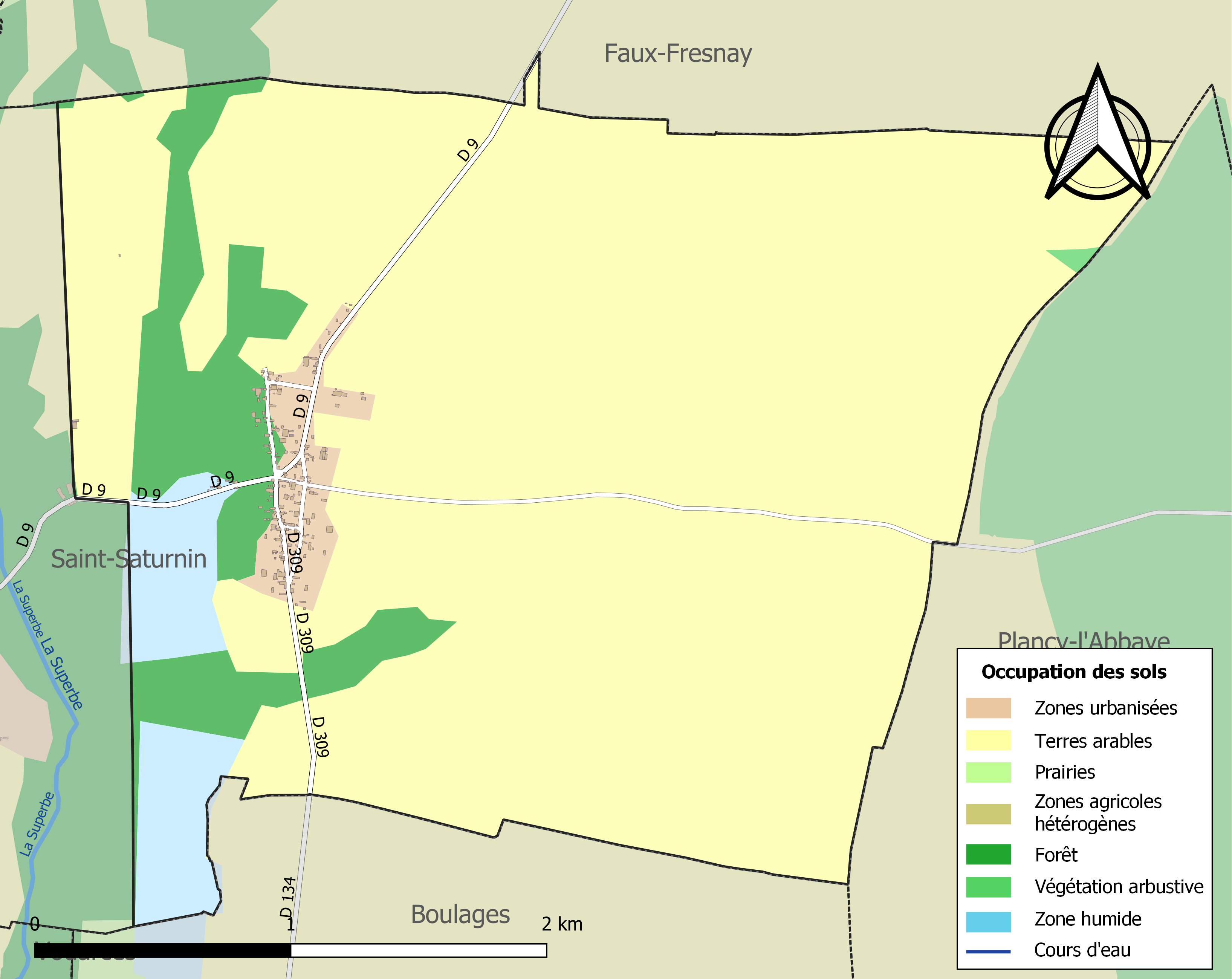
Carte des infrastructures et de l'occupation des sols de la commune en 2018 (CLC).

L'occupation des sols de la commune, telle qu'elle ressort de la base de données européenne d’occupation biophysique des sols Corine Land Cover (CLC), est marquée par l'importance des territoires agricoles (84,1 % en 2018), une proportion sensiblement équivalente à celle de 1990 (84 %). La répartition détaillée en 2018 est la suivante : 
terres arables (84,1 %), forêts (8,5 %), zones humides intérieures (4,8 %), zones urbanisées (2,5 %), milieux à végétation arbustive et/ou herbacée (0,1 %). L'évolution de l’occupation des sols de la commune et de ses infrastructures peut être observée sur les différentes représentations cartographiques du territoire : la carte de Cassini (XVIIIe siècle), la carte d'état-major (1820-1866) et les cartes ou photos aériennes de l'IGN pour la période actuelle (1950 à aujourd'hui).

### Habitat et logement
En 2020, le nombre total de logements dans la commune était de 60, alors qu'il était de 68 en 2015 et de 66 en 2010.
Parmi ces logements, 76,7 % étaient des résidences principales, 18,3 % des résidences secondaires et 5 % des logements vacants. Ces logements étaient pour 98,4 % d'entre eux des maisons individuelles et pour 0 % des appartements.
Le tableau ci-dessous présente la typologie des logements à Courcemain en 2020 en comparaison avec celle de la Marne et de la France entière. Une caractéristique marquante du parc de logements est ainsi une proportion de résidences secondaires et logements occasionnels (18,3 %) supérieure à celle du département (3,1 %) et à celle de la France entière (9,7 %). Concernant le statut d'occupation de ces logements, 91,5 % des habitants de la commune sont propriétaires de leur logement (84 % en 2015), contre 51,8 % pour la Marne et 57,5 pour la France entière.
| Typologie                                               | Courcemain | Marne | France entière |
| ------------------------------------------------------- | ---------- | ----- | -------------- |
| Résidences principales (en %)                           | 76,7       | 87,7  | 82,1           |
| Résidences secondaires et logements occasionnels (en %) | 18,3       | 3,1   | 9,7            |
| Logements vacants (en %)                                | 5          | 9,2   | 8,2            |

## Toponymie
Le nom de la localité est attesté sous les formes Corcemain (1109) ; Curcimain (1194) ; Corsimanum (1205) ; Curciamanus (1443) ; Coussemain (1521) ; Coursemain (1524) ; Courssemain (1537).

## Politique et administration

### Rattachements administratifs et électoraux

#### Rattachements administratifs
La commune se trouve dans l'arrondissement d'Épernay du département de la Marne.
Elle faisait partie depuis 1793 du canton de Fère-Champenoise. Dans le cadre du redécoupage cantonal de 2014 en France, cette circonscription administrative territoriale a disparu, et le canton n'est plus qu'une circonscription électorale.

#### Rattachements électoraux
Pour les élections départementales, la commune fait partie depuis 2014 du canton de Vertus-Plaine Champenoise
Pour l'élection des députés, elle fait partie de la cinquième circonscription de la Marne.

### Intercommunalité
Courcemain était membre depuis 2010 de la petite communauté de communes du Pays d'Anglure, un établissement public de coopération intercommunale (EPCI) à fiscalité propre créé fin 2001 et auquel la commune avait transféré un certain nombre de ses compétences, dans les conditions déterminées par le code général des collectivités territoriales.
Dans le cadre des dispositions de la loi portant nouvelle organisation territoriale de la République du 7 août 2015, qui prévoit que les établissements publics de coopération intercommunale (EPCI) à fiscalité propre doivent avoir un minimum de 15 000 habitants, cette intercommunalité a fusionné avec ses voisines pour former, le 1er janvier 2017, la communauté de communes de Sézanne Sud-Ouest Marnais, dont est désormais membre la commune.

### Liste des maires
| Période                                  | Période                        | Identité                       | Étiquette | Qualité                      |
| ---------------------------------------- | ------------------------------ | ------------------------------ | --------- | ---------------------------- |
| Les données manquantes sont à compléter. |                                |                                |           |                              |
|                                          |                                |                                |           |                              |
|                                          | 1910                           | M. Courcemain[réf. nécessaire] |           |                              |
|                                          |                                |                                |           |                              |
| 2001                                     | 2008                           | Eric Prud’homme                |           | Courtier en marchandises     |
| 2008                                     | mai 2020                       | Jean-Pierre Sauvat             |           |                              |
| mai 2020                                 | juin 2023                      | Régis Protat                   |           | Agriculteur Mort en fonction |
| octobre 2023                             | En cours (au 30 novembre 2023) | Gérard Lebrun                  |           | Agriculteur                  |

## Démographie
L'évolution du nombre d'habitants est connue à travers les recensements de la population effectués dans la commune depuis 1793. Pour les communes de moins de 10 000 habitants, une enquête de recensement portant sur toute la population est réalisée tous les cinq ans, les populations de référence des années intermédiaires étant quant à elles estimées par interpolation ou extrapolation. Pour la commune, le premier recensement exhaustif entrant dans le cadre du nouveau dispositif a été réalisé en 2004.

En 2022, la commune comptait 87 habitants, en évolution de −20,91 % par rapport à 2016 (Marne : −1,19 %, France hors Mayotte : +2,11 %).
| 1793 | 1800 | 1806 | 1821 | 1831 | 1836 | 1841 | 1846 | 1851 |
| ---- | ---- | ---- | ---- | ---- | ---- | ---- | ---- | ---- |
| 150  | 168  | 178  | 192  | 239  | 279  | 283  | 289  | 286  |

| 1856 | 1861 | 1866 | 1872 | 1876 | 1881 | 1886 | 1891 | 1896 |
| ---- | ---- | ---- | ---- | ---- | ---- | ---- | ---- | ---- |
| 258  | 281  | 268  | 285  | 265  | 243  | 239  | 238  | 225  |

| 1901 | 1906 | 1911 | 1921 | 1926 | 1931 | 1936 | 1946 | 1954 |
| ---- | ---- | ---- | ---- | ---- | ---- | ---- | ---- | ---- |
| 217  | 205  | 198  | 150  | 158  | 158  | 168  | 161  | 158  |

| 1962 | 1968 | 1975 | 1982 | 1990 | 1999 | 2004 | 2006 | 2009 |
| ---- | ---- | ---- | ---- | ---- | ---- | ---- | ---- | ---- |
| 171  | 173  | 160  | 144  | 114  | 112  | 125  | 127  | 128  |

| 2014 | 2019 | 2022 | - | - | - | - | - | - |
| ---- | ---- | ---- | - | - | - | - | - | - |
| 114  | 93   | 87   | - | - | - | - | - | - |

## Culture locale et patrimoine

### Lieux et monuments

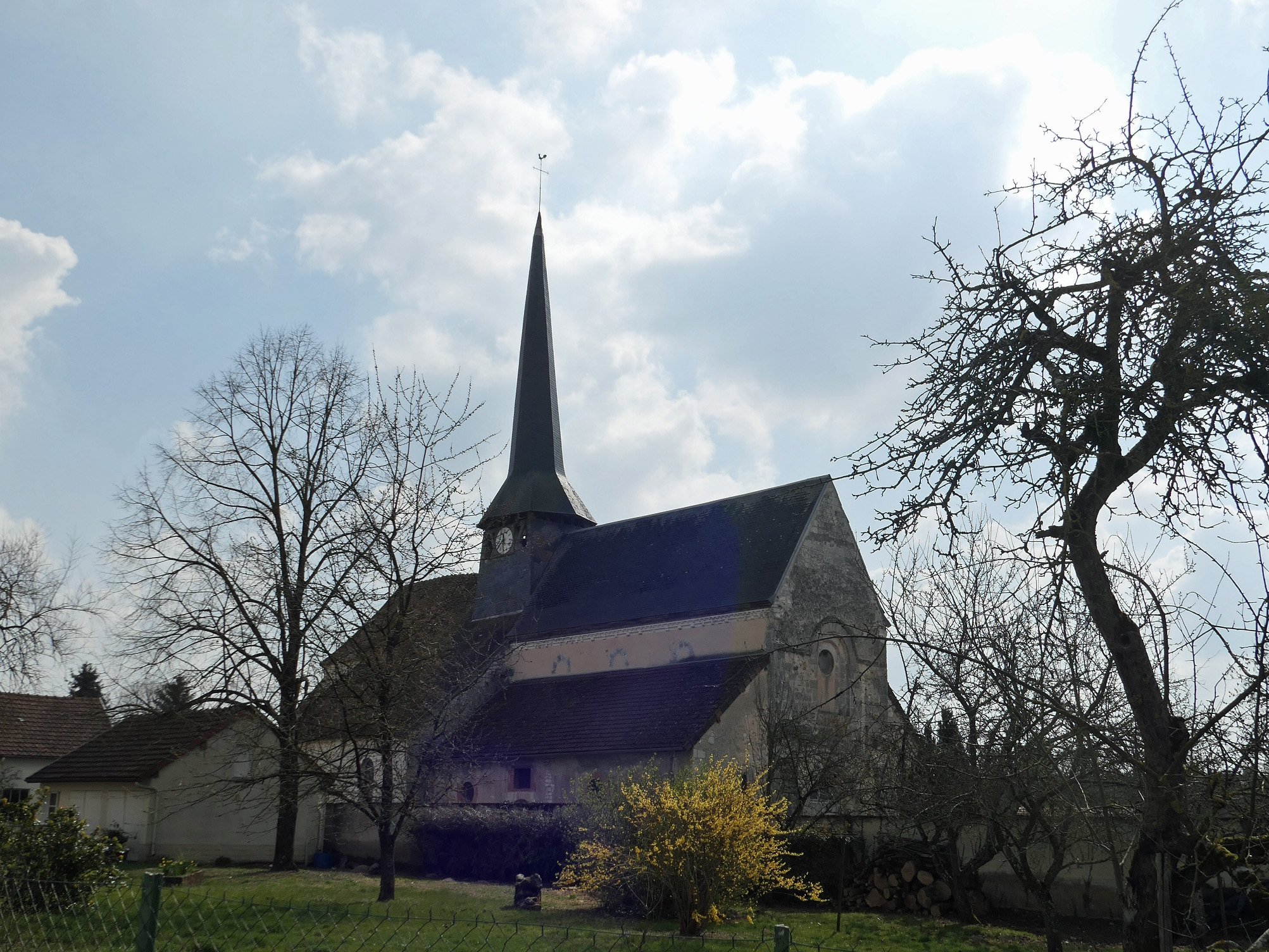
L'église.

- L'église.

## Pour approfondir